# Paroppia flagellata
Paroppia flagellata är en kvalsterart som beskrevs av J. och P. Balogh 1983. Paroppia flagellata ingår i släktet Paroppia och familjen Oppiidae. Inga underarter finns listade i Catalogue of Life.